# Крістіан Рольфс
Крістіан Рольфс (нім. Christian Rohlfs; 22 листопада 1849, Грос-Ніндорф — 8 січня 1938, Гаґен, Вестфалія) — німецький художник, яскравий представник німецького експресіонізму.

## Життя та творчість
Крістіан Рольфс народився 1849 року в селянській родині. 
У 1863 році був важко травмований, що призвело до ампутації ноги. Впродовж двох років був прикутий до ліжка. Саме в цей час він розпочав займатися живописом. У 1870—1881 навчався в Художній академії Веймара, проте неодноразово переривав навчання через хворобу. Перші мистецькі спроби Рольфса у стилі імпресіонізму були різко розкритиковані консервативними колами академії.
В 1901 переїхав у Гаґен, де мав змогу працювати в художньому ательє при музеї Фолькванг, заснованому К. Е. Остхаусом. У 1902 Веймарська академія присвоює Рольфсу звання професора живопису. В 1905 на літніх сезонах в Зості знайомиться з німецько-данським художником Емілем Нольде.
У 1910—1912 роках живе в Мюнхені і Тіролі. У 1911 році стає членом берлінської групи Новий сецесіон.
А 1919 року в 70-річному віці одружується, після чого багато подорожує і малює.
В 1922 році здобув ступінь почесного доктора мистецтв Рейнсько-Вестфальського технічного університету Аахена.
В 1927 за станом здоров'я переїздить на південь Швейцарії, в область Аскона, де проживає до 1938 року.
В 1929 був створений музей Крістіана Рольфса в Гаґені. В 1937 роботи Рольфса зараховані нацистами до «дегенеративного мистецтва», понад 400 його творів видалені з німецьких музеїв.

## Вибрані роботи
- «Соняшники» (1903), Дортмунд, музей ам Остваль
- «Натюрморт з фруктами» (1926), Ессен, Музей Фолькванг
- «Розмова клоунів» (1912), Дортмунд, музей ам Остваль
- «Та, що танцює оголена» (1927), Дортмунд, музей ам Остваль
- «Вежа Собору святого Петра в Зості» (1918), Мангейм, Міська художня галерея.

## Галерея

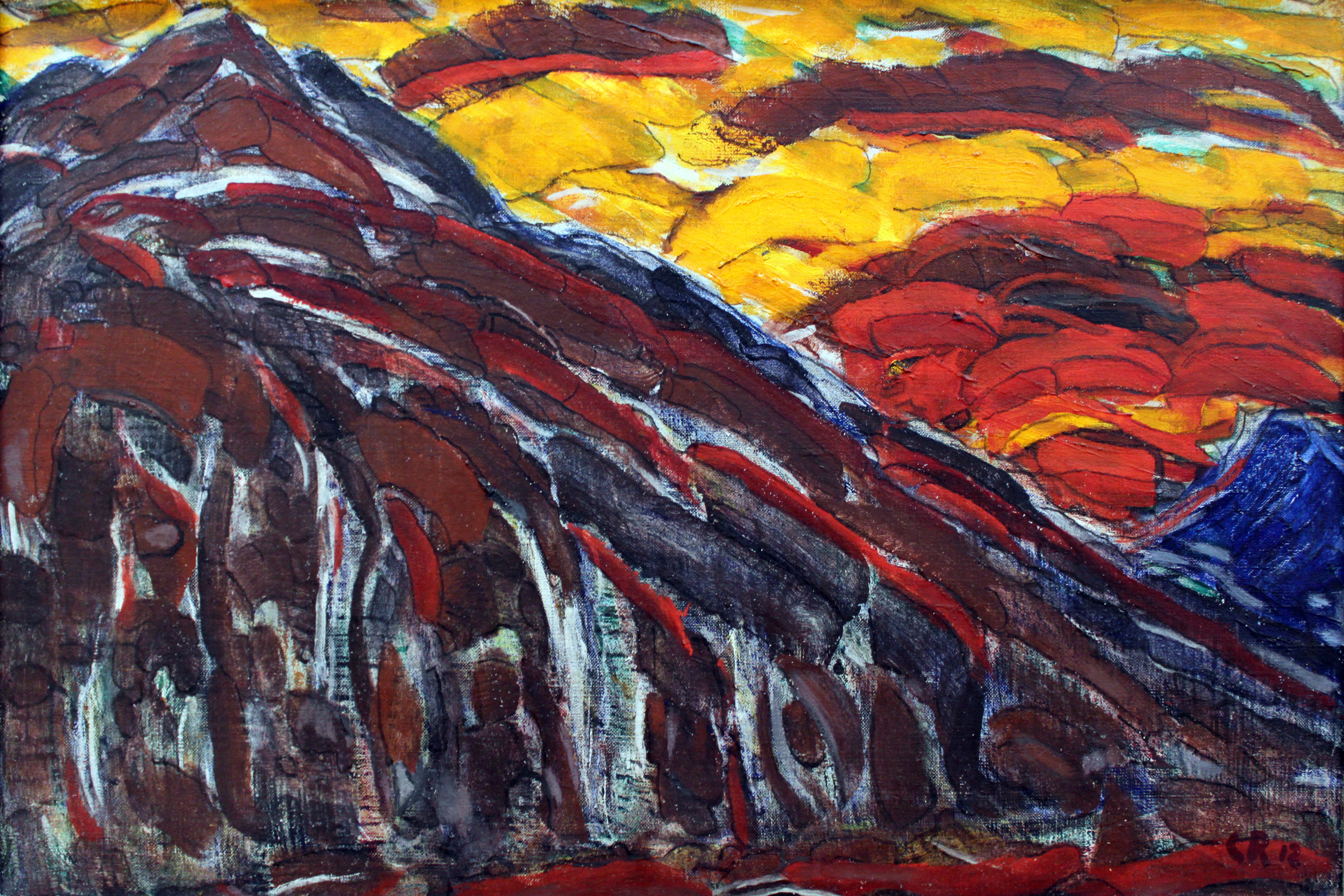
Уявний краєвид (1912)
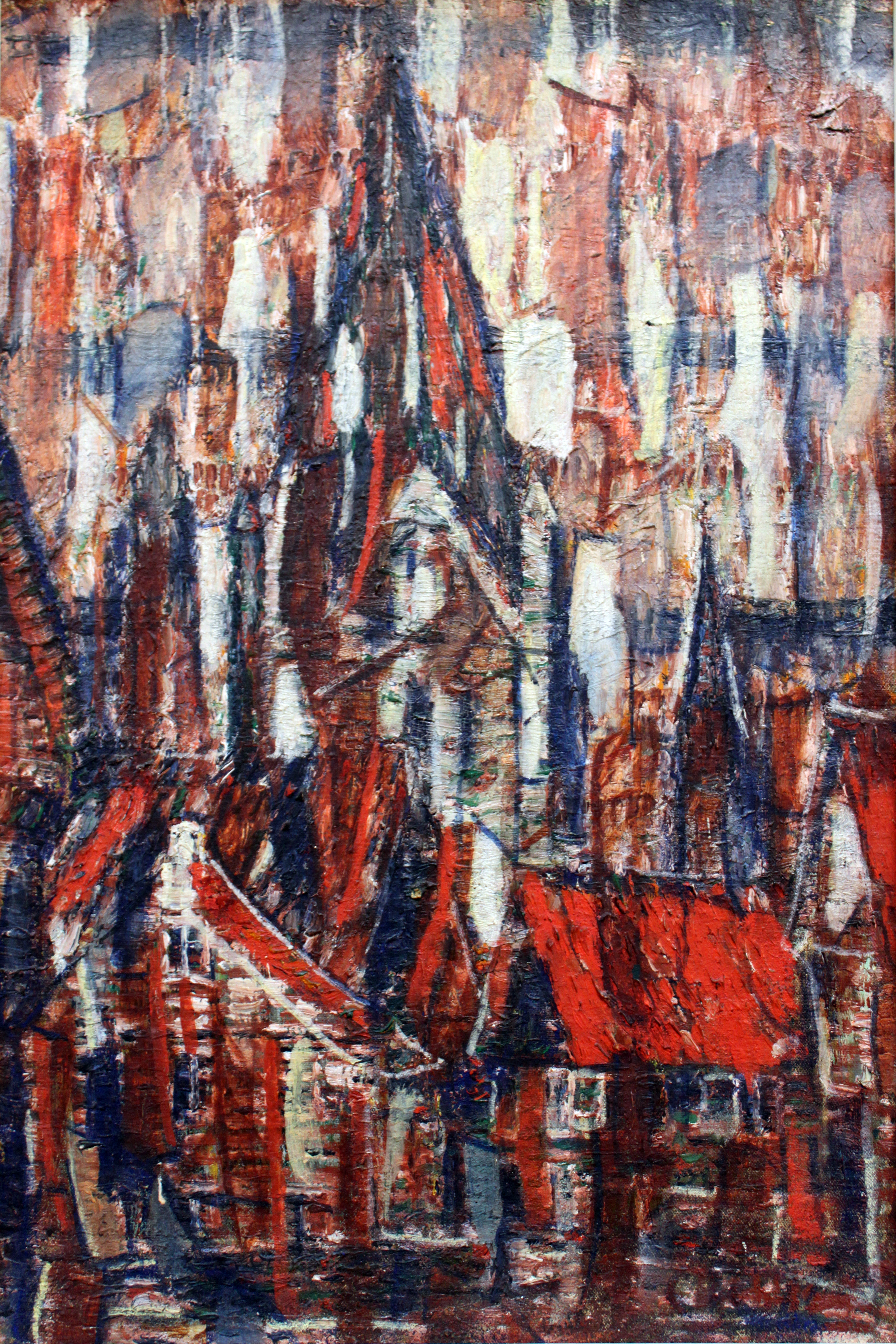
Вежа Собору св.Петра в Зості (1912)
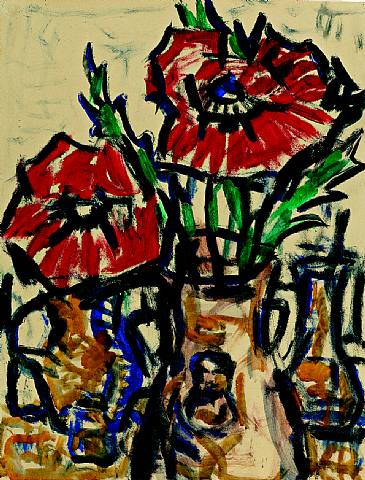
Тюльпани-папуги (1917)
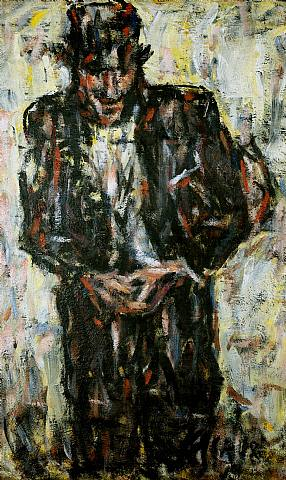
Шахрай (1918)
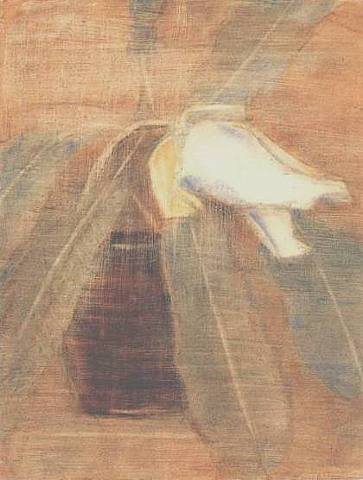
Магнолія в глечику (1920)
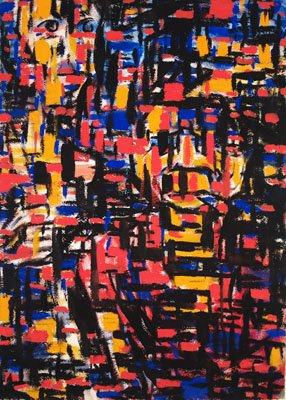
Фантастична мозаїка (1921)